# Casa Senyorial de Stukmaņi
La Casa Senyorial de Stukmaņi (en letó: Stukmaņu muiža) a la regió històrica de Vidzeme, al municipi de Pļaviņas del nord de Letònia. L'edifici va ser construït a mitjan segle xviii en estil barroc, a la vora de la riba nord del riu Daugava. La mansió va ser severament feta malbé durant la Primera Guerra Mundial i va perdre el seu aspecte original quan va ser reconstruïda com un centre comunitari.